# Young Fathers
Young Fathers est un groupe de hip-hop, électro et pop basé à Édimbourg. Il est créé en 2008 par d'Alloysious Massaquoi, Kayus Bankole et Graham Hastings, d'origines diverses, qui composent toujours la formation actuelle. Leur nom vient du fait qu'ils portent tous le prénom de leurs pères.
En 2014, ils gagnent le Mercury Music Prize pour leur premier album, Dead (en). En 2015, sort leur deuxième album studio, White Men Are Black Men Too (en).
En 2016, ils font la première partie de la tournée européenne de Massive Attack. Les Young Fathers sortent leur troisième album, Cocoa Sugar (en), en 2018, puis leur quatrième, Heavy Heavy (en), en 2023, tous deux chez Ninja Tune.

## Histoire

### Débuts comme «3Style»
À l'origine, le groupe s'appelait « Three-Style » (ou « 3Style »), après avoir rencontré le Bongo Club lors d'une soirée hip hop des moins de 16 ans à Édimbourg ; ils avaient alors 14 ans. Presque immédiatement, ils commencent à écrire et enregistrer ensemble, ce qu'ils font au début sur une vieille machine de karaoké connectée à un enregistreur de cassette chez les parents de « G ». En résulte le maxi-single Way U Move.

### Naissance de Young Fathers en 2008
Après avoir cherché leur style pendant plusieurs années et s'être associés à une société de production locale, ils choisissent finalement le nom de Young Fathers — ce nom vient du fait qu'ils portent tous le prénom de leurs pères — et enregistrent leur premier album sous ce nom avec le producteur Tim Brinkhurst (aka « London »). L'enregistrement inclut leur premier single, Straight Back On It, qui est sorti en version limitée en 2009 et a eu suffisamment de succès pour faire quelques apparitions à la télévision, à la BBC Radio, et participer à des festivals avec le soutien de Simian Mobile Disco et Esser (en) sur leurs tournées au Royaume-Uni.
En 2011, le groupe décide qu'un changement radical est nécessaire et rompt ses relations avec la société de production locale pour se prendre en main de façon indépendante. Le fait d'avoir enregistré le mini-album (ou « mixtape », ainsi qu'il était appelé) TAPE ONE, terminant un morceau par jour, et de l'avoir rendu disponible au téléchargement Internet en deux semaines leur a donné un nouvel élan. Ils enregistrent rapidement TAPE TWO sur le même mode et dans un style similaire. Le label de Los Angeles anticon. les découvre et les fait signer en quelques mois pour un contrat voyant les deux mini-albums à la vente en 2013.
Pendant ce temps, le groupe est en tournée se faisant remarquer pour leur performance scénique. Ils jouent dans toute l'Europe et font leurs débuts aux États-Unis au SxSW à Austin (Texas) en mars 2013.
En 2014, TAPE TWO remporte le prix de l'Album écossais de l'année (le « SAY Award »).

### Premier album:Dead

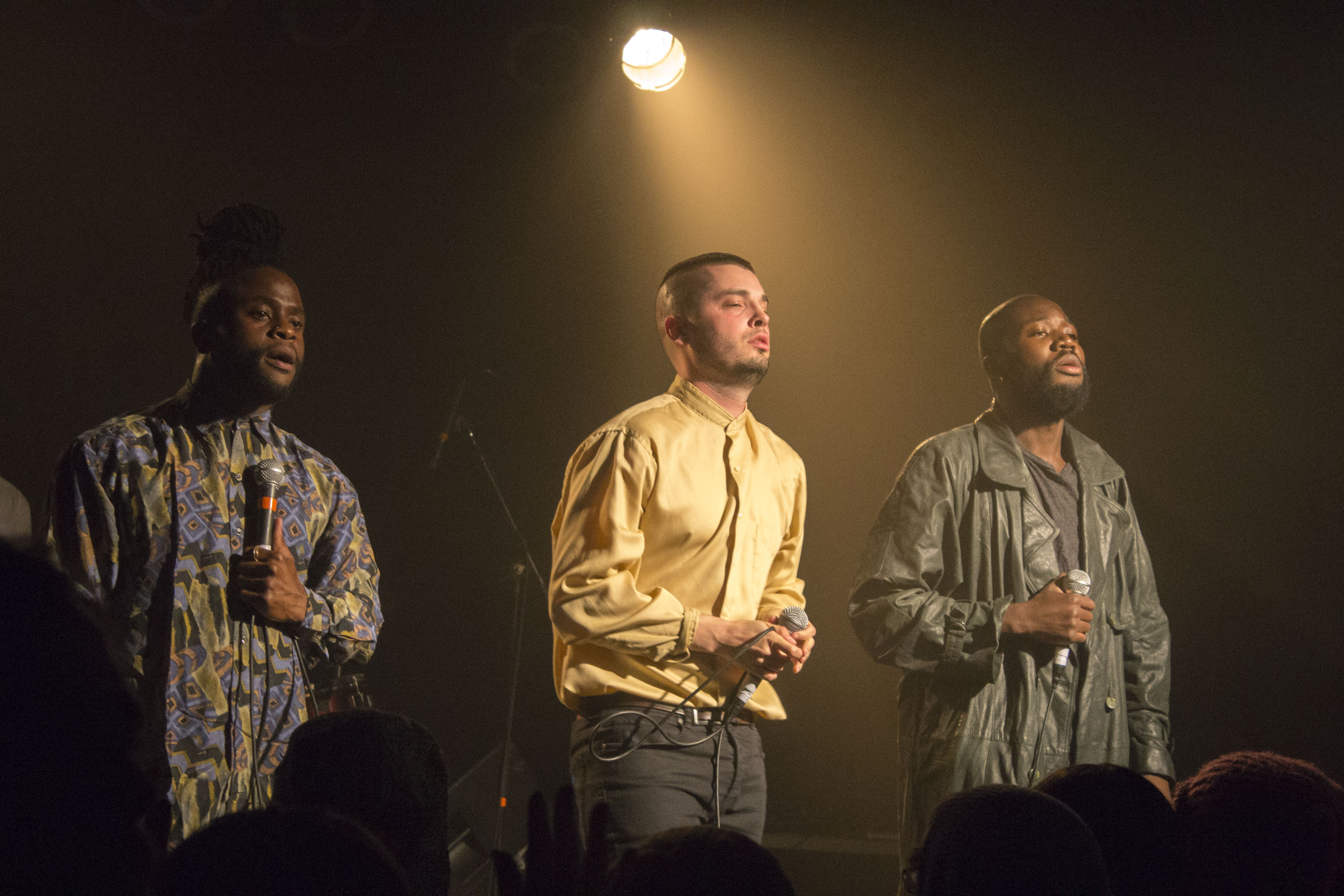
Les Young Fathers à Portland en 2014.

Peu après, sort l'album Dead (en) sur anticon. aux États-Unis et Big Dada en Europe. Il reçoit le Mercury Music Prize du meilleur album 2014, alors qu'ils figuraient comme outsiders. Il y a eu une petite controverse sur le fait qu'ils n'avaient pas l'air particulièrement heureux de le recevoir et parce qu'ils ont refusé de s'adresser à une partie de la presse de droite qui couvrait l'événement. Dead fait son entrée dans les charts britanniques à la 35e place et se place en première position des albums indépendants britanniques[réf. nécessaire].
Juste après avoir gagné le prix Mercury, Young Fathers voyagent à Berlin, où ils préparent leur nouvel album dans une cave particulièrement froide d'un bâtiment proche des voies ferrées. À leur retour au studio d'Édimbourg pour finir l'album, ils finissent l'année 2014 par un concert au Edinburgh’s Hogmanay New year’s Eve festival devant plusieurs milliers de personnes.
Les Young Fathers font plus de 140 concerts en 2014, tournant au Royaume-Uni, dans le reste de l'Europe et aux États-Unis.

### Deuxième album:White Men Are Black Men Too

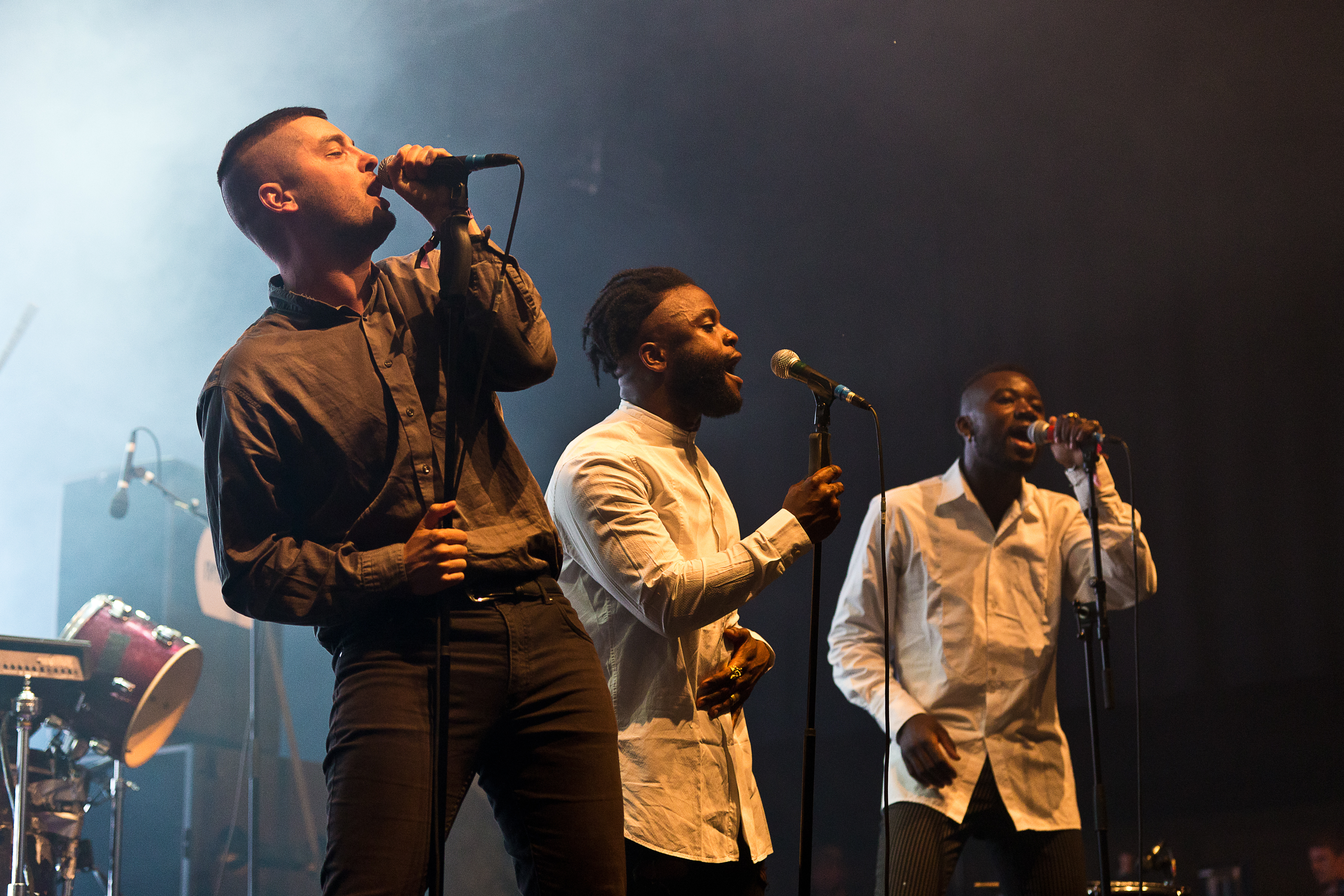
Les Young Fathers en concert en 2015.

En 2015, sort leur deuxième album studio, White Men Are Black Men Too (en).
En 2016, ils accompagnent la tournée européenne de Massive Attack, faisant leur première partie et intervenant pendant le show de ces derniers, jouant notamment le titre Voodoo In My Blood du nouvel EP de Massive Attack, Ritual Spirit, qu'ils ont fait ensemble.
En juin 2017, Young Fathers jouent au Royal Festival Hall au Southbank Centre à l'occasion du Meltdown Festival organisé par M.I.A..

### Troisième album:Cocoa Sugar
En 2018, les Young Fathers sortent leur troisième album, Cocoa Sugar (en), qui obtient d'excellentes critiques,,,.

### Quatrième album:Heavy Heavy
Après quatre ans sans publier de nouveau titre, Young Fathers sort le single Geronimo le 12 juillet 2022, avant d'annoncer leur nouvel album en octobre en sortant un second single I Saw, accompagné d'un clip vidéo réalisé par David Uzochukwu (en).
L'album sort finalement le 3 février 2023 et reçoit de très bonnes critiques,,,,. 
Anthony Boire d'Exclaim! lui donne la note de 8/10 en commentant « Heavy Heavy est peut-être un peu trop tendre pour les auditeurs de longue date, mais ses refrains massifs, ses accroches fortes et son son extatique sont trop opportuns et trop puissants pour être refusés. »

## Prises de position
Bien que le groupe ne se revendique pas ouvertement politique, les Young Fathers ont abordé des questions telles que le racisme et le traitement des réfugiés. Kayus Bankole, d'origine nigériane, a notamment déclaré que le rapport de l'histoire de l'Écosse à l'esclavage devrait être enseigné dans les écoles pour aider à surmonter le racisme systémique,.
En 2018, après que Young Fathers s'est exprimé en faveur des Palestiniens dans le cadre de la campagne internationale Boycott, désinvestissement et sanctions visant à sanctionner Israël pour ses actions dans le conflit israélo-palestinien, le festival allemand Ruhrtriennale (en) exclut le groupe de sa programmation.

## Membres

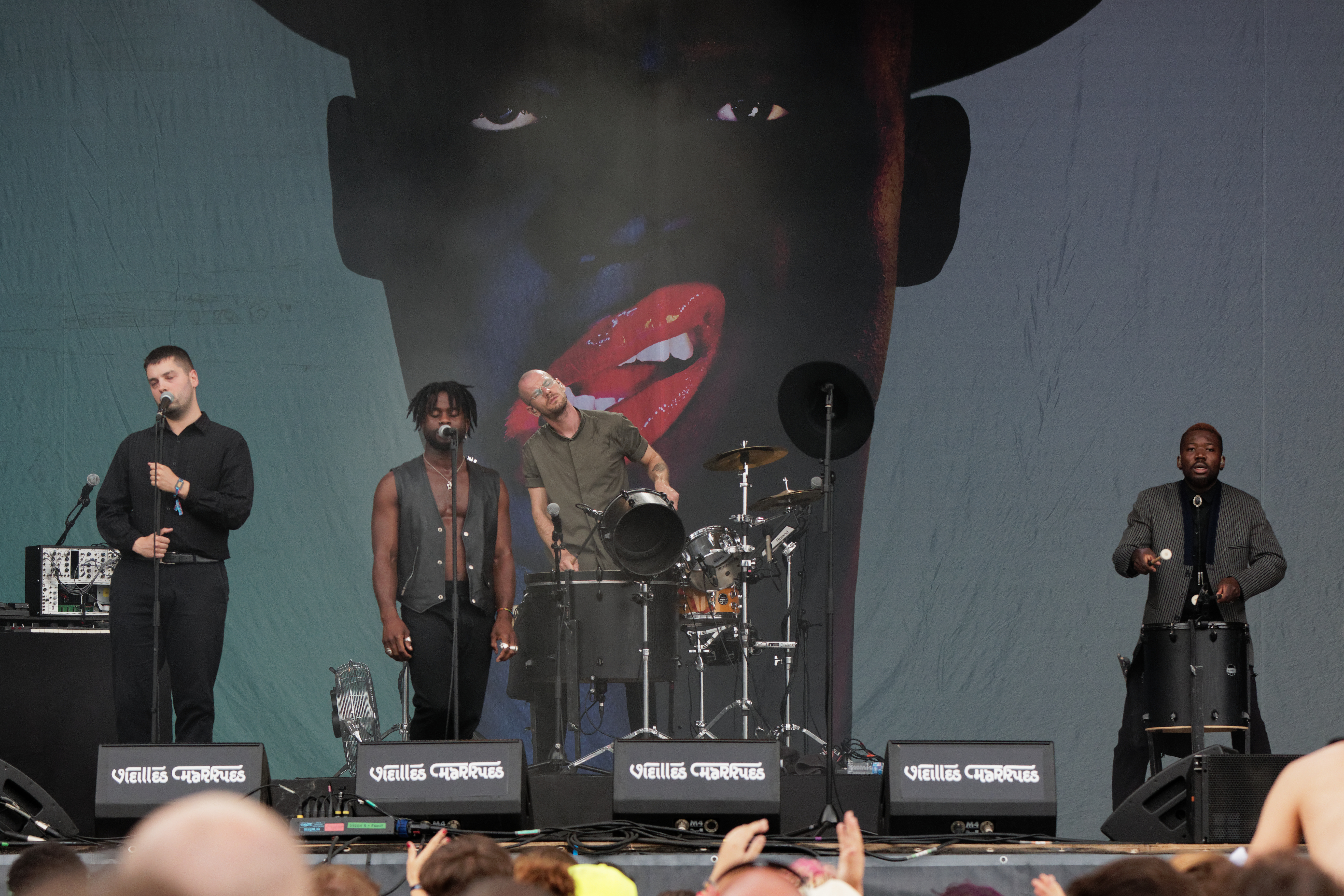
Les Young Fathers avec le batteur Steven Morrison en 2018.

### Alloysious Massaquoi
Il est né au Liberia et est arrivé à quatre ans à Édimbourg, où il a étudié à la Boroughmuir High School (en).

### Kayus Bankole
Il est né à Édimbourg de parents nigérians. Il vit plusieurs années dans le Maryland et au Nigeria, avant de revenir dans sa ville natale dans son adolescence. Il étudie à la même école qu'Alloysious Massaquoi, avec qui il devient ami à cette occasion.

### «G» Hastings
Graham Hastings est lui aussi né à Édimbourg et a grandi à Drylaw (en), dans les logements sociaux des quartiers nord de la ville.

### Guests réguliers
Leurs concerts incluent un membre supplémentaire en la personne de Steven Morrison (aka « soonbe »), à la batterie, ainsi que Lauren Holt (aka « LAWholt »), qui est occasionnellement un guest au chant.

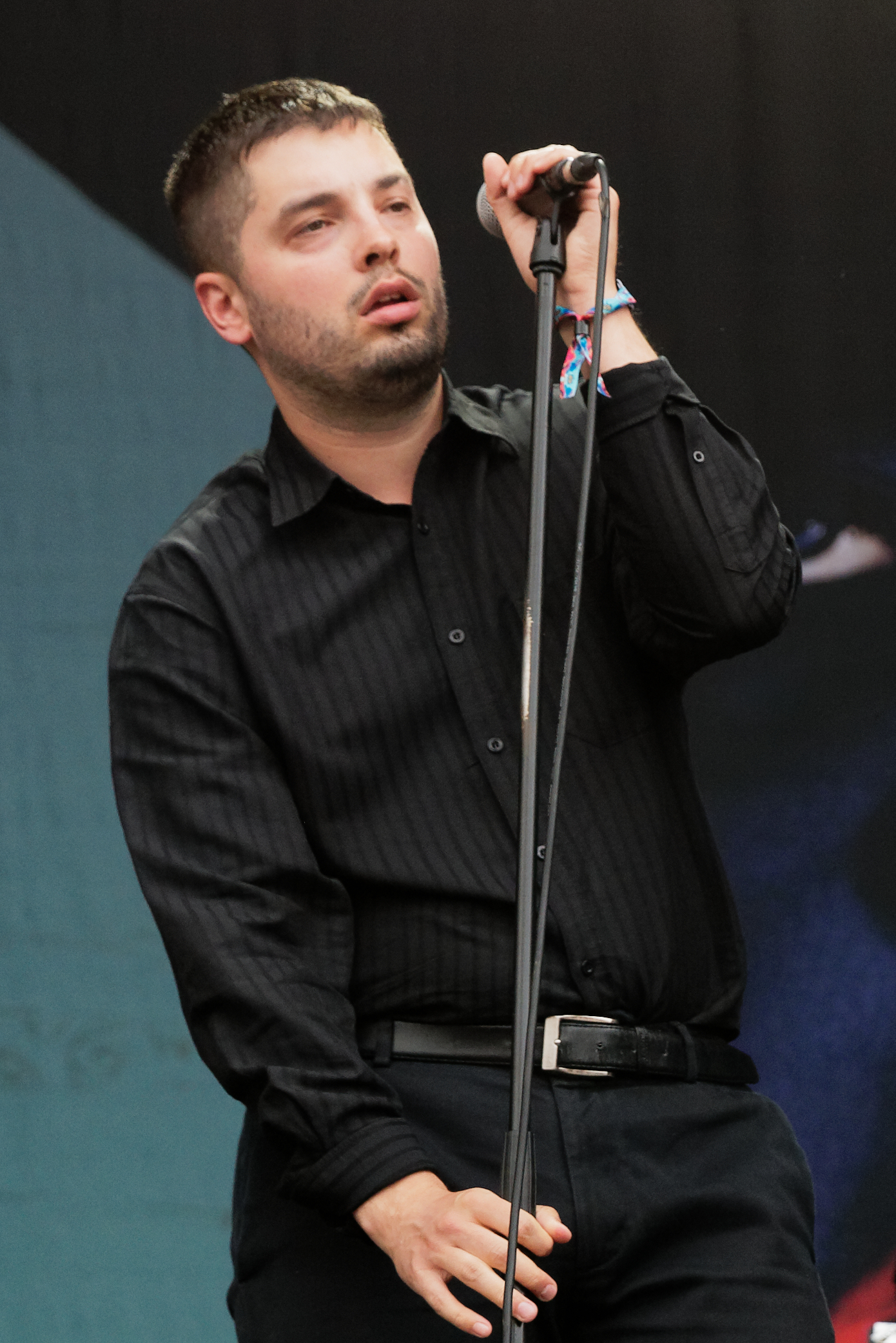
Graham « G » Hastings.
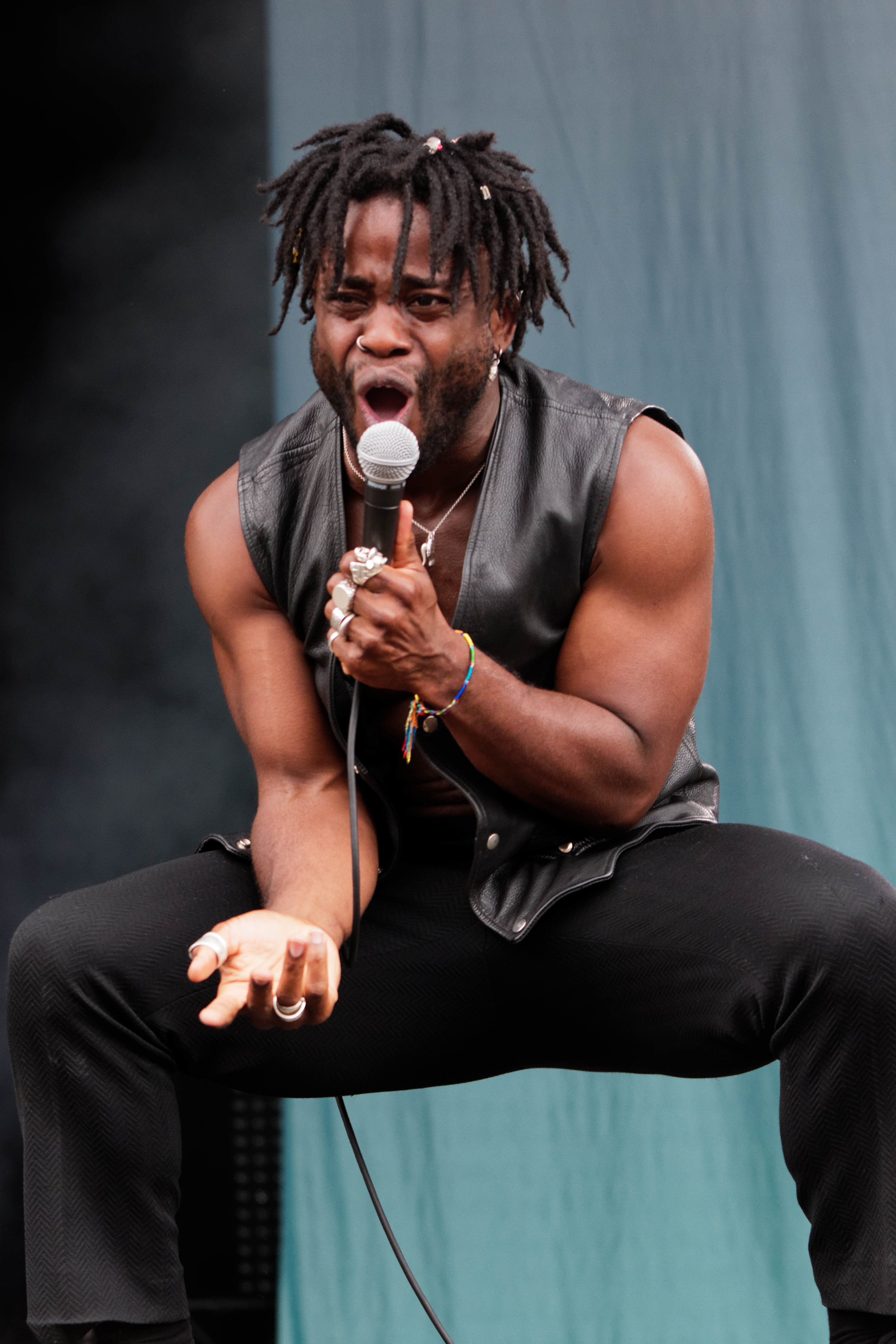
Kayus Bankole.
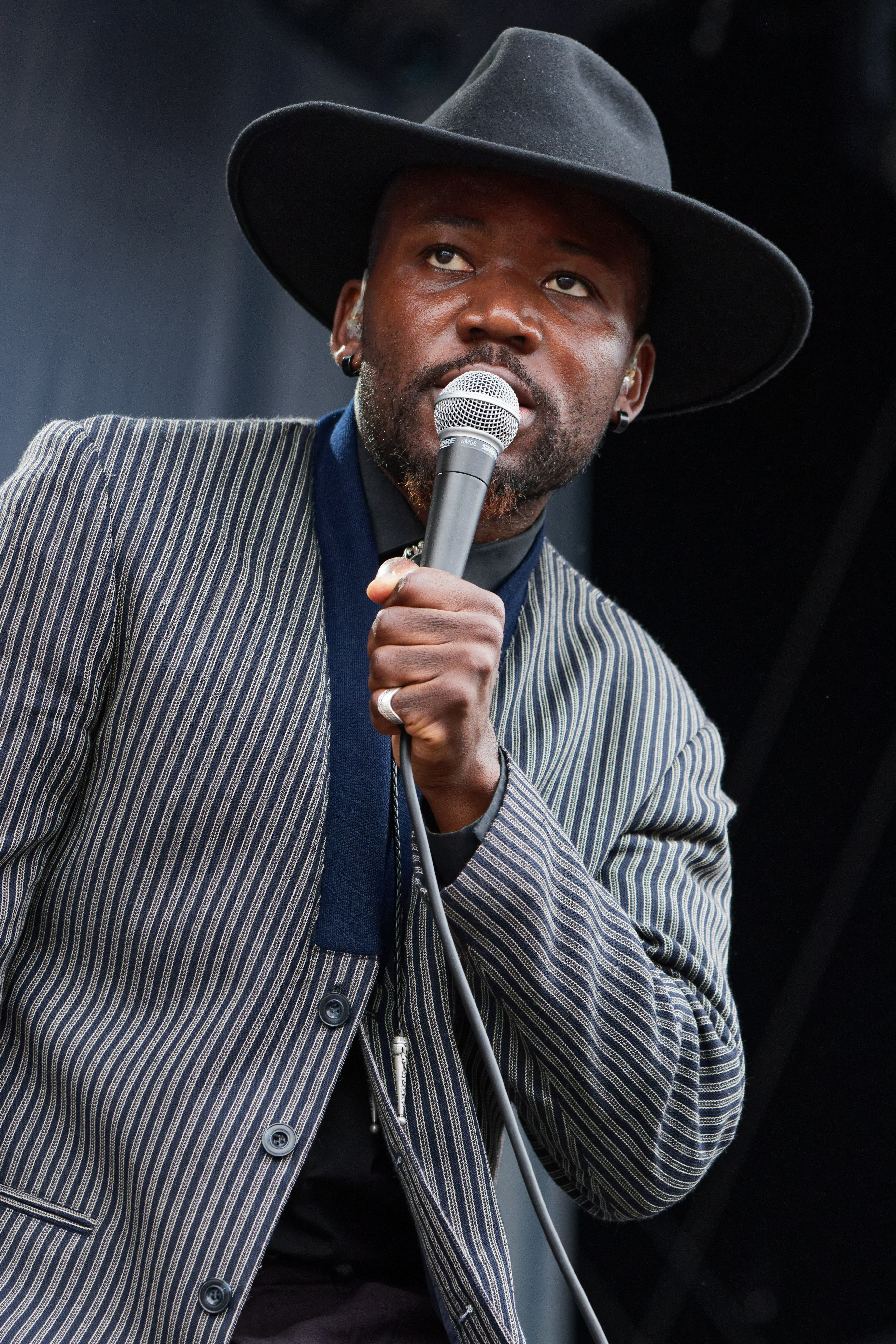
Alloysious Massaquoi.

## Discographie

### Albums studio
- | Dead ( anticon. , Big Dada , 2013 ) [ 36 ] No Way Low Just Another Bullet War Get Up Dip Paying Mmmh Mmmh Hangman Am I Not Your Boy I've Arrived |
- | White Men Are Black Men Too ( Big Dada , 2015 ) [ 37 ] Still Running Shame Feasting 27 Rain Or Shine Sirens Old Rock N Roll Nest Liberated John Doe Dare Me Get Started |
- | Cocoa Sugar ( Ninja Tune , 2018 ) [ 38 ] See How Fee Fi In My View Turn Lord Tremolo Wow Border Girl Holy Ghost Wire Toy Picking You |
- | Heavy Heavy ( Ninja Tune , 2023 ) [ 39 ] Rice I Saw Drum Tell Somebody Geronimo Shoot Me Down Ululation Sink or Swim Holy Moly Be Your Lady |

### Extended Plays
- | Automatic (Eurostar Records, 2010 ) [ 40 ] Automatic Counting On Me Young-Gal Kinda Luv Bring It Home Counting On Me (Fulgeance Remix) Young-Gal Kinda Luv (Blundetto Remix) |
- | TAPE ONE (auto-produit puis anticon. , 2011 ) [ 41 ] Deadline Sister Rumbling Romance Fortunes Remains RRRamada Dar-Eh Da Da Du |
- | TAPE TWO (auto-produit puis anticon. , 2011 ) [ 42 ] I Heard Come To Life Only Child Queen Is Dead Bones Freefalling Mr. Martyr Way Down In The Hole Ebony Sky |

### Singles
- Straight Back On It (Blacksugar Records, 2008)[43]
  - Straight Back On It (Radio Edit)
  - Straight Back On It (Extended)
- Nothing Left (So Here's A Beat) (Blacksugar Records, 2008)[44]
- Automatic / Dancing Mantaray (auto-produit, 2010)[45]
  - Automatic
  - Dancing Mantaray
  - Automatic (JAYOU Remix)
  - Automatic (Lovers & Gamblers Remix)
  - Dancing Mantaray (Ginz Instrumental Mix)
  - Dancing Mantaray (Randomer Remix)
- Fevers Worse (Blacksugar Records, 2010)[46]
  - Fevers Worse (Radio Edit)
  - Fevers Worse (1066 Remix)
  - Fevers Worse (Luckyme/Blessings Mix)
  - Albatross
- Low (Big Dada, 2014)[47]
- War/Low (anticon., 2014)[48]
  - War
  - Low
- Soon Come Soon (anticon., 2014)[49]
  - Soon Come Soon
  - Everyguy
- Get Up (anticon., Big Dada, 2014)[50]
  - Get Up (Radio Edit)
  - Better
  - Outlaw

### Remixes
- Girlfriend (Young Fathers Remix), de Phoenix (Wolfgang Amadeus Phoenix (Remix Collection), 2009)

### Collaborations
Singles
- Turn Up The Dial, écrit par Young Fathers pour l'album Temporary Pleasure de Simian Mobile Disco (Wishita, 2009)[51]
- Leader, de Stanton Warriors (Punks, 2012)[52]
  - Leader (Deekline & Ed Solo Remix)
  - Leader (Extended Mix)
- Nicotine Love, de Tricky (auto-produit par Tricky, 2014)[53]

Compilations
- Automatic, dans Eurostar Records On Tracklist # 01 produit par Eurostar Recards en 2010[54]
- No Way, dans ME-CD Nr. 0314 produit par Musikexpress en 2014[55]
- Nest, dans ME-CD Nr. 0415 produit par Musikexpress en 2015[56]
- Rain Or Shine, dans Modern Life Is Rubbish (Mojo Presents 15 Tracks Of Everyday British Angst) produit par Mojo Magazine en mai 2015[57]

### Clips
- Deadline (2012, dans Tape One)
- Rumbling (2012, dans Tape One)
- Sister (2012, dans Tape One)
- Romance (2013, dans Tape One)
- The Guide (2013, ne figure dans aucun album)
- I Heard (2013, dans Tape Two)
- Queen Is Dead (2013, dans Tape Two)
- Low (2013, dans Dead)
- Get Up (2014, dans Dead)
- Shame (2015, dans White Men Are Black Men Too)
- Old Rock N Roll (2015, dans White Men Are Black Men Too)
- Voodoo In My Blood (2016, dans l'EP de Massive Attack, Ritual Spirit, avec l'actrice Rosamund Pike[15])